# Dog with a Blog
Dog with a Blog (Stan, o Cão Blogueiro no Brasil e O Meu Cão Tem um Blog em Portugal) é uma série americana produzida pelo canal Disney Channel, teve uma espiadinha em 12 de outubro de 2012 no Disney Channel EUA. A série teve sua estreia em 23 de março de 2013 no Disney Channel Brasil e em Portugal teve sua estreia em 22 de março de 2013. Conta com Genevieve Hannelius e Blake Michael como atores principais.
A série foi cancelada em 2015, na sua Terceira Temporada, apesar da baixa audiência, o motivo foi o fim do contrato do criador da série com a Disney.
A série já foi exibida pela TV Globo (parabólica) na faixa do Praça TV 1ª Edição.

## História
Avery Jennings e Tyler James são irmãos que se odeiam mas passam a se unir logo no primeiro episódio da série. Eles começam a passar por novas situações e surpresas, ao descobrir que seu novo cão de estimação,Stan, pode falar e tem um blog na internet. Stan usa seu blog para comentar sobre os acontecimentos na casa de seus donos. Avery, Tyler e a irmã caçula deles, Chloe, concordam em manter o segredo de Stan guardado do resto da família.  Todo episódio começa e termina com Stan escrevendo em seu blog e, recorrentemente, Stan para o episódio para dar sua opinião, geralmente com um flashback, um vídeo ou simplesmente falando para os telespectadores e para os leitores do blog.

## Personagens

### Principal
- Avery Jennings (Genevieve Hannelius): Ela é uma menina esforçada, inteligente e meia-irmã de Tyler James e irmã mais velha de Chloe. Ela odeia o fato de que as coisas acontecem em seu devido tempo, e que coisas boas acontecem facilmente com ele. Ela gosta que tudo esteja em ordem e é socialmente responsável e despreza meninos como Tyler, mas apesar de tantas diferenças, no final das contas, não importa o quanto Tyler a irrita, eles sempre irão se amar.

- Tyler James (Blake Michael): Ele é  irmão de Avery. Bonito, legal, manipulador e as vezes um pouco vaidoso, é dotado de uma grande sorte já que coisas boas frequentemente acontecem com ele. Embora seja inteligente, Tyler está atrasado na escola graças a sua enorme preguiça, mas logo no primeiro episódio percebe que deve ser como um irmão exemplar para Avery, e por isto em algumas ocasiões, age com mais suavidade e maturidade. Apesar de destraído e relaxado, sempre ajuda as pessoas quando precisam, e também pode se mostrar um pouco com a cabeça na lua, mas ele tem um raciocínio rápido e, assim como Avery, sabe o que quer e corre atrás de seus sonhos.

- Chloe James (Francesca Capaldi): Ela é a irmã de seis anos de idade de Avery e Tyler. Chloe é ingênua, doce e meiga, como a maioria das crianças com seis anos de idade. As vezes parece louca, fazendo coisas um tanto quanto malucas.

- Stan (Stephen Full): É o cão que foi adotado pela família. Confia em Avery, Tyler e Chloe o seu segredo: ele fala e ainda tem um blog. Vive colocando os seus donos em encrencas divertidas, quando eles próprios não se atrapalham. Mesmo sendo atrapalhado ele sempre anima e aconselha seus amados donos.

- Bennet James (Regan Burns): Ele é o pai de Tyler e padrasto de Avery. Trabalha como psicólogo e escreve um livro, e busca maneiras de unir seus filhos. Sua mulher as vezes acha que seus métodos vão muito para o lado de sua profissão, não funcionando muito bem.

- Ellen Jennings (Beth Littleford): Ela é a mãe de Avery , e madrasta de Tyler e Chloe. Chega a ser meio hipocondríaca, como mostra o episódio Stan Parou de Falar. Tenta ser uma boa mãe e madrasta, mas não sendo da mesma família eles todos se dão muito bem.

### Recorrente
- Nikki Ortiz (Denyse Tontz): É vizinha de Avery, veio de El Salvador. Ela gosta de Tyler, mas o rejeita. Quando Tyler conhece Emily, Nikki percebe que gostava mesmo dele. Ela tem uma cachorrinha que não para de latir e irrita Stan.

- Lindsay (Kayla Maisonet): É a melhor amiga de Avery e Max. Ela tem falta de inteligência, se percebe nos episódios.

- Max (Danielle Soibelman)É a melhor amiga de Avery e Lindsay.Ela é séria e tem um estilo gótico ou roqueiro,ela não sorri muito, isso raramente acontece.

## Produção
A série foi criada por Michael B. Kaplan, co- criador da sitcom do Disney XD Uma Banda Lá em Casa, Stephen Full e Beth Littleford tiveram papéis recorrentes na série, e Genevieve Hannelius e Regan Burns também participaram de Uma Banda Lá em Casa.
Paul McGinnis, de Vila Sésamo e Os Muppets, trabalhou com fantoches para os efeitos especiais (como na parte em que Stan escreve em seu blog). O episódio piloto foi dirigido por Neal Israel.

## Recepção
A pré-estreia da série obteve 4.5 milhões de telespectadores. Nos episódios seguintes, a audiência se manteve entre 2,5 e 3,9. Mas no episódio 11, "Stan Stops Talking", a série voltou a marcar números acima de 4,0 milhões. O episódio "O Antigo Dono do Stan", que finalizou a primeira temporada, obteve 3.2 milhões de telespectadores, um número baixo se comparado com a estreia.
Primeiro Episódio: 4,5 Milhões de telespectadores.
Episódio Final: 2,14 Milhões de telespectadores.
A série teve uma enorme queda de audiência de aproximadamente 2,86 Milhões de Telespectadores.

## Episódios
| Temporada | Temporada | Episódios | Exibição original      | Exibição original      | Exibição no Brasil     | Exibição no Brasil     | Exibição em Portugal | Exibição em Portugal    |
| Temporada | Temporada | Episódios | Estreia                | Final                  | Estreia                | Final                  | Estreia              | Final                   |
| --------- | --------- | --------- | ---------------------- | ---------------------- | ---------------------- | ---------------------- | -------------------- | ----------------------- |
|           | 1         | 22        | 12 de outubro de 2012  | 25 de agosto de 2013   | 23 de março de 2013    | 22 de dezembro de 2013 | 22 de março de 2013  | 28 de março de 2014     |
|           | 2         | 24        | 20 de setembro de 2013 | 12 de setembro de 2014 | 8 de fevereiro de 2014 | 22 de março de 2015    | 28 de março de 2014  | 27 de fevereiro de 2015 |
|           | 3         | 23        | 26 de setembro de 2014 | 25 de setembro de 2015 | 3 de maio de 2015      | 29 de abril de 2016    | 13 de março de 2015  | 25 de março de 2016     |

## Dublagem
| Personagem     | Dublador        | Dobrador           |
| Principais     | Principais      | Principais         |
| -------------- | --------------- | ------------------ |
| Avery Jennings | Gabriela Milani | Carla Garcia       |
| Tyler James    | Thiago Longo    | Tomás Alves        |
| Chloe James    | Bruna Quinto    | Margarida Moreira  |
| Stan           | Nestor Chiesse  | Alexandre Ferreira |
| Bennet James   | Fritz Gianvitto | Mário Bomba        |
| Ellen Jennings | Alessandra Merz | Luísa Salgueiro    |